# Luz Negra (DVD)
Luz Negra é o primeiro DVD solo da cantora e compositora amapaense Fernanda Takai. O DVD é um registro ao vivo de um show da turnê do CD Onde Brilhem os Olhos Seus. Foi gravado no Teatro Municipal Manoel Franzen de Lima, com lançamento em 11 de agosto de 2009.

## Faixas
1. "Luz Negra" (Nelson Cavaquinho, Irani Barros)
2. "Diz que Fui por Aí" (Zé Keti, Hortênsio Rocha)
3. "Lindonéia" (Caetano Veloso)
4. "Com Açúcar, Com Afeto" (Chico Buarque)
5. "There Must Be an Angel" (Eurythmics)
6. "Insensatez" (Tom Jobim, Vinícius de Moraes)
7. "Odeon" (Ernesto Nazareth, Hubaldo, V. Moraes)
8. "Seja o Meu Céu" (Robertinho de Recife, Capinam)
9. "Trevo de Quatro Folhas" (Nilo Sérgio, Mort Dixon, H. Woods)
10. "Você Já Me Esqueceu" (Fred Jorge, Roberto Carlos)
11. "Estrada do Sol" (T. Jobim, Dolores Duran)
12. "Ordinary World" (Duran Duran)
13. "Descansa Coração" (Nelson Motta, Vitor Young, Ned Washington)
14. "Kobune (O Barquinho)" (Ryosuke Itoh, Roberto Menescal, Ronaldo Bôscoli)
15. "Canta Maria" (Ary Barroso)
16. "Ben" (Michael Jackson)
17. "Debaixo dos Caracóis dos Seus Cabelos" (R. Carlos, Erasmo Carlos)
18. "Sinhá Pureza" (Eliana Pittman)
19. "Sweet Soul Revue" (Pizzicato Five)